# Relações entre Santa Sé e Suíça

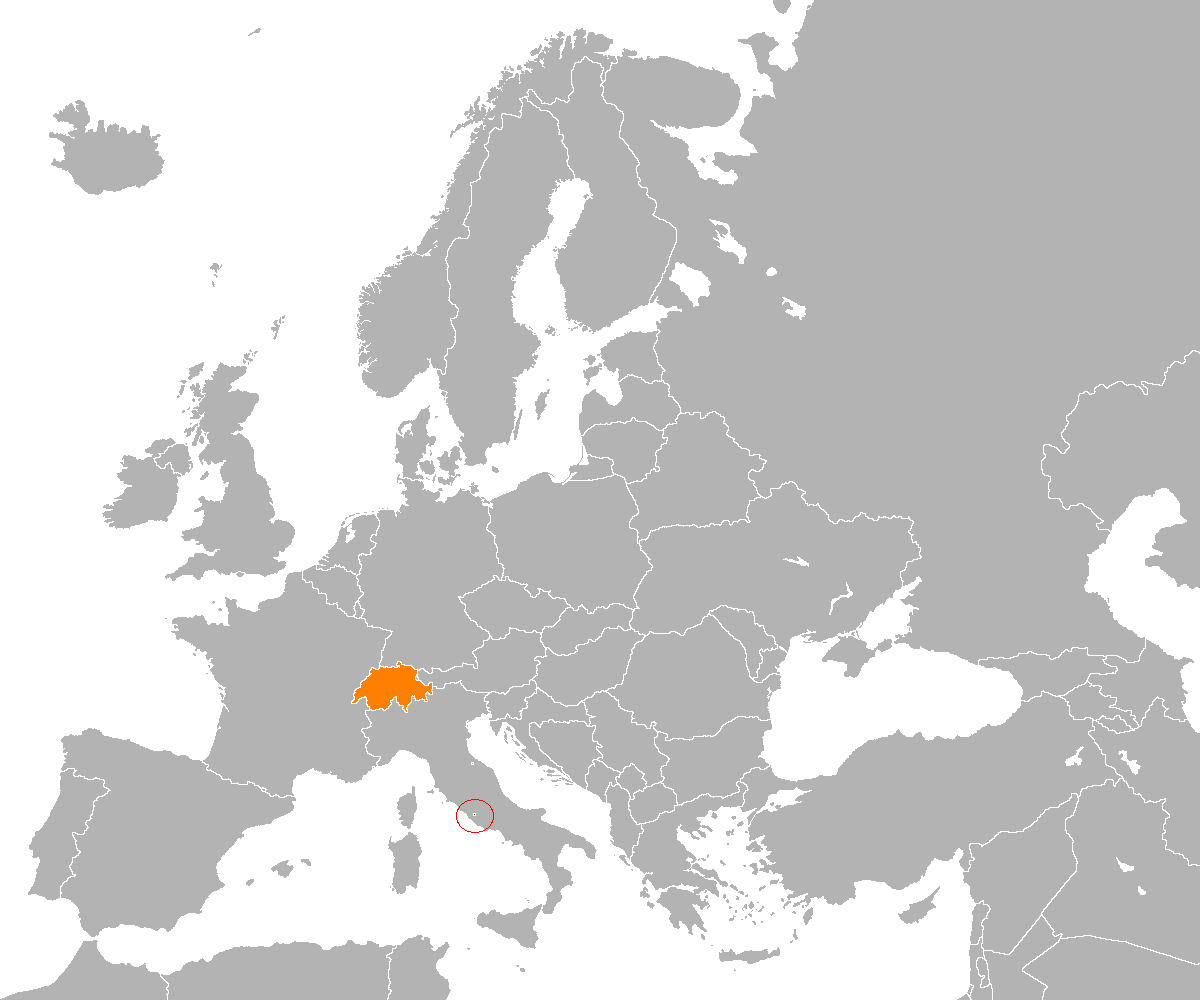
Mapa da Suíça e sua relação com a Santa Sé

As relações entre Santa Sé e Suíça estão entre as relações diplomáticas bilaterais mais antigas, começando com a admissão de um Núncio apostólico em Lucerna em 1586. Cerca de 40% da população suíça é católica, e os jovens suíços serviram durante séculos na Pontifícia Guarda Suíça.
O relacionamento bilateral tornou-se extremamente tenso durante a segunda metade do século 19, depois que o moderno estado suíço emergiu de uma guerra civil na qual os cantões predominantemente liberais e protestantes derrotaram o Sonderbund, uma aliança de cantões conservadores e católicos que contava com forte apoio da Santa Sé. Em 1873, no auge do Kulturkampf, o Conselho Federal Suíço ordenou que o núncio papal deixasse a Suíça, encerrando as relações diplomáticas por cerca de 50 anos até que o chanceler católico Giuseppe Motta conseguiu convencer seus colegas a permitir o retorno de um núncio a Berna.
A Suíça, entretanto, permaneceu sem representação diplomática junto à Santa Sé até 1991, quando o governo nomeou um enviado especial não residente, que elevou ao status de embaixador em 2004. Isso torna a Suíça um dos relativamente poucos países com uma rede diplomática ativa a não estar representada no Vaticano com um embaixador residente em Roma.